# 齐晔
齐晔，教授，研究领域为资源环境政策与管理，气候变化政策，制度分析理论与方法及其在可持续发展中的应用。中国国务院学位委员会学科评议组委员。国际地球科学联盟全球碳计划科学指导委员会委员。中国教育部第四批“长江学者”特聘教授，教育部与李嘉诚基金会特聘教授。发表论文百余篇，著有《中国环境监管体制研究》等多本著作。

## 生平
1994获纽约州立大学环境科学与森林学院与雪城大学联合颁发的环境科学博士学位。
1995至1996年，在康奈尔大学理论中心任研究员，1996至2003年，在伯克利加州大学环境科学、政策与管理系任教，2001至2004年在北京师范大学任 “长江学者”特聘教授；
现任香港科技大学任公共政策学部教授公共政策研究院院长。